# Operación Estrella Blanca
Operación Estrella Blanca (también conocido como  Proyecto White Star) era el nombre código  para una misión militar asesora de  Estados Unidos a Laos durante la Segunda Guerra Indochina, la cual era conocida en Estados Unidos como guerra de Vietnam. 

## Desarrollo
El propósito era entrenar al Real Ejército de Laos tanto como a las tribus Hmong y Yao a combatir a la insurgencia comunista Pathet Lao. Esto más tarde se extendió a combates directos contra las fuerzas norvietnamitas, que estaban aumentando su uso de Laos como etapa, tránsito y área de reabastecimiento para sus operaciones en Vietnam del Sur. Fue diseñada para apoyar al señor de la droga Vang Pao, que ya era apoyado por la CIA a través de su línea aérea Air America  (Proyectos 404 y 603). 
La Estrella Blanca comenzó en 1959 como "Operación Hotfoot" con el despliegue de soldados del F 107 Fuerzas Especiales de Estados Unidos (Green Berets) del 77.º Grupo de Fuerzas Especiales —más tarde llamado 7th SFGen mayo de 1960— bajo el mando del teniente coronel Arthur D. "Bull" Simons. Como Laos era un país neutral al conflicto entre Estados Unidos y Vietnam del Norte, los soldados no podían utilizar uniformes del Ejército de Estados Unidos.
En 1961, sin embargo, el Gobierno de Estados Unidos viró lentamente a un apoyo abierto al gobierno de Vientián renombrando el programa como Operación Estrella Blanca, por lo que los soldados empezaron a usar abiertamente sus uniformes. Esta operación terminó formalmente en junio de 1962 cuando la neutralidad laosiana fue reconocida oficialmente por Estados Unidos. Los esfuerzos de contrainsurgencia fueron gestionados como operación encubierta por la Agencia Central de Inteligencia, lo que llevó a una relación creciente con el narcotráfico (y a la aparición en escena de seres como Theodore Shackley y Santo Trafficante).